# Soulèvement de Kautokeino

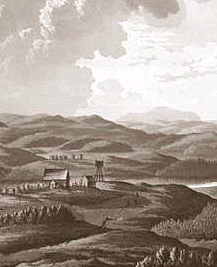
Le village de Kautokeino (7 juillet 1799).

Le soulèvement de Kautokeino du 8 novembre 1852 ou soulèvement sami de Guovdageaidnu, est la révolte d'éleveurs de rennes Sâmes laestadiens contre des notables norvégiens de Kautokeino (comté de Finnmark) au nord de la Norvège, qui s’étaient enrichis grâce à la vente d'alcool, endettant et ruinant plusieurs de ces familles sames, d'abord affligées puis révoltées. Le lensmann, commissaire de police norvégien local, ainsi que l'épicier et tenancier du débit d'alcool norvégien furent tués. Leurs serviteurs et le pasteur furent chassés du village et la maison du marchand incendiée. Deux des meneurs du soulèvement, Mons Somby et Aslak Hætta, furent arrêtés, inculpés de meurtre puis condamnés à mort par le gouvernement norvégien.

## La rébellion
Le 8 novembre 1852, sous le règne du roi Oscar Ier de la Maison Bernadotte, un groupe d'environ 35 éleveurs de rennes sâmes, membres d'un grand siida (en) dirigé par Mons Somby (en) et Aslak Jacobsen Hætta (en) s'en prirent à des notables norvégiens de la bourgade de Kautokeino, le marchand de spiritueux et épicier Carl Johan Ruth, le shérif du district Lars Lohan Bucht qui venait d'être renvoyé du poste de shérif de la ville d'Øvre Torneå en Suède pour détournements de fonds et qui se réfugiait à Kautokeino pour échapper aux représailles ainsi qu'au pasteur récemment nommé, Fredrick Waldemar Hvoslef (en). Ruth et Bucht furent tués, le pasteur et sa famille fouettés (à l'exception de sa femme alors enceinte), et l'épicerie, faisant office de bar et de domicile de Ruth, entièrement brûlée. 
Les meneurs de la rébellion, Mons Somby (27 ans) et Aslak Hætta (28 ans) seront inculpés de meurtre, jugés, condamnés puis décapités à Alta le 14 octobre 1854. Également arrêtés, jugés et condamnés à mort, Ellen Skum (25 ans), Lars Hætta (en) (18 ans) et Henrik Skum (20 ans) seront cependant graciés, leur peine commuée en travaux forcés. Quatre hommes et quatre femmes subirent la même peine. Quinze autres insurgés furent condamnés à des peines de quelques jours à 12 ans de prison. Quatre Sâmes furent acquittés. Trois autres mourront avant ou pendant le procès. 
Selon Roald E. Kristiansen :  « Les politiques de « norvégisation » dans la seconde moitié du xixe siècle sont étroitement liées à l'insurrection de Kautokeino et constituent le moyen le plus utilisé par la société pour se prémunir contre de similaires soulèvements dans le futur »,.

## Le contexte

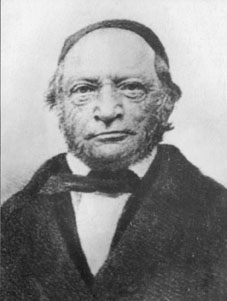
Nils Joachim Christian Vibe Stockfleth 1787-1866, prêtre norvégien

### XVIIIesiècle

#### Les prémices
En 1714, le roi Frédéric IV fonde le Collège des Missions qui contribuera à la conversion des Sâmes au Christianisme par la formation de pasteurs et d'instituteurs parlant les langues sâmes.
En 1751, est signé le "Codicille Lapon" autorisant les Sâmes à franchir les frontières avec leurs troupeaux de rennes au printemps et en automne et à utiliser les terres pour eux-mêmes et leurs rennes sans se soucier des frontières nationales, ni à qui appartiennent les terres qu'ils traversent,. 
En 1774, la bourgade de Kautokeino est touchée par un mouvement de réveil religieux à caractère extatique initié par le pasteur Nils Wiklund, en dehors de tout contrôle officiel.

### XIXesiècle

#### Émergence du Læstadianisme
En 1800, Lars Levi Læstadius, né dans un milieu pauvre à Jäckvik au nord de la Suède. Tandis que le 5 février 1818, le militaire français Jean-Baptiste Bernadotte, Maréchal d'Empire napoléonien, devient roi de Suède et de Norvège sous le nom de Charles XIV Jean, en 1820, grâce à un demi-frère pasteur à Kvikkjok, Lars Levi Laestadius intègre l'Université d'Uppsala en théologie tout en y étant assistant au département de botanique. Ordonné pasteur luthérien par l'évêque d'Härnösand en 1825, il commencera à prêcher à Karesuando dès 1826. De 1838 à 1840, sous la direction scientifique du médecin de Marine et naturaliste français Joseph Paul Gaimard, il participe en tant que botaniste aux côtés, notamment, des botanistes Jens Vahl et Charles Frédéric Martins, correspondant de Charles Darwin, du physicien Auguste Bravais, du géologue Joseph Durocher ainsi que du physicien suédois Per Siljeström (sv) et du botaniste et zoologue norvégien Christian Boeck, à l'expédition française envoyée par le ministre de la marine Claude du Campe de Rosamel en Laponie et connue sous le nom de Voyages de la commission scientifique du Nord durant laquelle il écrit un long traité sur la mythologie sâme.
Le 8 mars 1844, le roi Oscar Ier de la Maison Bernadotte, fils unique de Charles XIV Jean, accède au trône de Suède et de Norvège, et sera couronné à Stockholm le 28 septembre 1844. Il régnera jusqu'en 1859.
À partir du milieu des années 1840, Lars Levi Laestadius, ayant en partie des origines sâmes et marié à Brita Cajsa Alstadius, femme sâme influencée par le piétisme et avec qui il élèvera douze enfants, devient le chef de file du mouvement dit «læstadien», prêchant plus particulièrement à Karesuando jusqu'en 1849, où, selon la rumeur, il se rebellait contre l'injustice, appelant à l'unité des pauvres contre la domination des colons. En 1849, il est nommé doyen à Pajala et visiteur des paroisses de Laponie.

#### La crise
En 1851, nous relate Roald E. Kristiansen, « l'évêque envoie Nils Vibe Stockfleth (1787-1866) à Kautokeino afin de réconcilier les Sâmes læstadiens avec l'Eglise officielle. Sa grande connaissance de la culture sâme aurait dû lui permettre de réussir, mais méprisant à l'égard de la population il ne fit qu'accroître les dissensions théologiques ». Au cours de l'été 1851, Mons Somby et sept autres Sâmes furent condamnés à 15 jours d'emprisonnement pour avoir perturbé les offices religieux de l'église de Skjervøy au cours desquels ils forcèrent un pasteur à se convertir au læstadianisme.
Le 15 septembre 1852, la frontière entre la Finlande et la Norvège est fermée, empêchant la transhumance des troupeaux de rennes du côté finlandais pour les pâturages d'hiver utilisés par les Sâmes depuis plusieurs générations. Cette situation nouvelle généra une grande inquiétude parmi les éleveurs de rennes sâmes de la région. 
Le lundi 8 novembre 1852 a lieu le soulèvement de Kautokeino. 
Le 14 décembre 1852, le pasteur Fredrik W. Hvoslef expédie une première lettre à l'évêque Juell de Tromsø, puis une seconde en 1853. Dans ces deux lettres il conteste l'explication religieuse, évoquant une volonté délibérée d'assassinat motivée par la haine et la vengeance.
Le 14 octobre 1854, à la suite de leur condamnation à mort, Mons Somby et Aslak Hætta sont décapités à Alta.
Le roi Oscar Ier décède en 1859 à Stockholm, son fils Carl Ludvig Eugen Bernadotte accédant au trône sous le nom de Charles XV et couronné le 5 août 1860.
Le pasteur Lars Levi Læstadius décèdera en 1861 à Pajala à l'âge de 61 ans.

## Analyses

### XIXesiècle
Selon le théologien J. A. Englund en 1875, les Sâmes de Kautokeino devinrent très tôt adeptes de la prédication de Læstadius.
En 1885, pour Sophus Tromholt (en), scientifique danois ayant vécu à Kautokeino au cours de l'hiver 1882-1883 pour y observer les aurores boréales, « l'insurrection fut menée par des gens quelque peu perturbés », étayant ses propos à partir de ses recherches dans les minutes des interrogatoires de l'époque et de ses entretiens avec des Sâmes de Kautokeino.

### XXesiècle
En 1922, après plusieurs séjours en Laponie en 1904 et 1905, le journaliste, ethnomusicologue et compositeur finnois Armas Launis crée un opéra inspiré par la rébellion des Sâmes de Kautokeino intitulé Aslak Hetta.
En 1952, petit-fils du marchand Ruth, le magistrat E. Figenschou déclare dans un article que les Sâmes souffraient à l'époque « d'une faible scolarisation, d'une socialisation déficiente, d'un tempérament impulsif, dépourvu d'esprit critique face à leur nature émotionnelle ». Néanmoins il estime la sentence illégitime. En 1953, réfutant le point de vue de Figenschou, G. Gjessing considère que c'est la vente d'alcool et l'alcoolisme qui fut au cœur des événements, les notables (marchand, pasteur et shérif) s'étant enrichis grâce à la vente d'alcool qui dégrada la vie des familles sâmes jusqu'à la ruine puis les accula à une explosion de violence.
En 1964, dans la même ligne que Sophus Tromholt, Adolf Steen (da) pousse son analyse encore plus loin, en tentant de montrer, à partir des dossiers médicaux des descendants des Sâmes impliqués, « que les rebelles auraient dû être reconnus mentalement irresponsables ».
En 1970, dans le contexte de «l'éveil socialiste» des années 1960/1970, le sociologue Otnes considère le mouvement sâme læstadien comme précurseur de l'éveil politique des Sâmes qu'il considère néanmoins comme de piètres stratèges utilisant la religion comme vecteur de protestation au lieu de critiquer les structures même de la société.
Dans les années 1980, les spécialistes de l'identité sâme, Ivar Bjørklund et Nelleyet Zorgdrager (no), prolongent le point de vue d'Otnes, analysant le mouvement sâme læstadien comme un mouvement religieux millénariste d'opposition tentant d'établir une société plus juste pour les autochtones Sâmes, défiant en ceci l'idéologie de l'État colonisateur norvégien. L'éveil læstadien, ajoute Roald E. Kristiansen, « a conduit à une forte intensification de la vie spirituelle parmi les convertis de Kautokeino. Les visions et les rêves ont joué un grand rôle : les expériences individuelles et les fantasmes [ayant été] interprétés comme si prégnants et réels qu'ils ont acquis un sens collectif ».

#### Contexte historique
- Les parents adoptifs du Maréchal d'Empire Jean-Baptiste Bernadotte: Hedwige-Élisabeth-Charlotte de Schleswig-Holstein-Gottorp et Charles XIII de Suède
- Histoire de la Norvège (Severin Løvenskiold dernier Gouverneur Général de Norvège (du 27/02/1841 au 17/06/1856), Marcus Thrane, Conflit d'Alta)
- Politique assimilationiste de Norvégianisation
- Parlement sami de Norvège

#### Contexte religieux
- Piétisme, Luthéranisme (Sacerdoce universel), Christianisation des peuples scandinaves, Réveil religieux en Finlande

#### Culture traditionnelle sâme
- Laponie, Renniculture, Pastoralisme nomade
- Lavvu, Goahti, Joik, Mythologie sâme

#### Notions
- Acculturation, Assimilation culturelle, Génocide culturel, Ethnocide
- Évangélisation, Mission

#### Droit international
- Anthropologie juridique, Coutume, Savoirs traditionnels
- Peuple autochtone, Droit des peuples autochtones (Déclaration des droits des peuples autochtones)
- Doctrine de la découverte, Terra nullius, Colonialisme, Colonisation, Décolonisation, Droit des peuples à disposer d'eux-mêmes

#### Études théoriques
- Études postcoloniales, Études décoloniales, Guerres de l'histoire

#### Filmographie
- La Rébellion de Kautokeino film du réalisateur Nils Gaup (co-scénariste Reidar Jönsson), 2008, Rubicon film SAS, distribution et édition Malavida.
- Give Us Our Skeletons (en), documentaire de Paul-Anders Simma (en) sur Niillas Somby (en), 1999.

#### Opéra
- Un opéra intitulé Aslak Hetta fut créé en 1922 par le compositeur finnois Armas Launis.